# خوسيه كال
خوسيه كال (بالفرنسية: José Calle)‏ هو لاعب دوري الرغبي فرنسي، ولد في سبتمبر 1953 في فرنسا.